# Grone (Göttingen)
Grone is een dorp in de Duitse gemeente Göttingen in de deelstaat Nedersaksen. Het dorp werd in 1964 bij de stad Göttingen gevoegd en is sindsdien grotendeels versmolten met de stad. Door het dorp stroomt het riviertje de Grone die even ten oosten van het dorp in Göttingen uitmondt in de Leine.